# Verwaltungsrundschau
Die Verwaltungsrundschau (VR), Zeitschrift für Verwaltung in Praxis und Wissenschaft, ist eine juristische Fachzeitschrift. Ihr Schwerpunkt liegt auf wissenschaftlichen Erörterungen grundlegender und aktueller öffentlich-rechtlicher sowie verwaltungswissenschaftlicher Fragen. Dabei berücksichtigt sie auch verwaltungsrelevante Gebiete der Wirtschafts- und Finanzwissenschaft, der Sozialwissenschaften und der Verwaltungslehre. Die VR erscheint monatlich im Kohlhammer Verlag; die Auflage liegt bei 650 Exemplaren.
Erstmals erschien sie im Jahr 1955 unter dem Titel Staats- und Kommunalverwaltung. Fachzeitschrift für die Dienstkräfte in der Staats- u. Kommunalverwaltung und deren Aus- und Fortbildung mit der ISSN 0490-6799. 1977 erfolgte die Umbenennung.
Die Zeitschrift wird herausgegeben von Helmut Dedy, Hans-Günter Henneke, Carl Böhret, Michael Borchmann, Jochen Dieckmann, Friedel Erlenkämper, Rainer Frey, Friedrich Wilhelm Held, Otto Krabs, Gerd Landsberg, Peter Michael Mombaur, Fritz Ossenbühl, Eberhard Schmidt-Aßmann und Rudolf Wansleben. Hauptschriftleiter ist Jens M. Schmittmann.